# Bondone
Bondone is een gemeente in de Italiaanse provincie Trente (regio Trentino-Zuid-Tirol) en telt 693 inwoners (31-12-2004). De oppervlakte bedraagt 19,2 km², de bevolkingsdichtheid is 36 inwoners per km².

## Demografie
Bondone telt ongeveer 319 huishoudens. Het aantal inwoners steeg in de periode 1991-2001 met 0,3% volgens cijfers uit de tienjaarlijkse volkstellingen van ISTAT.
| Jaar | Inwoneraantal |
| ---- | ------------- |
| 1991 | 665           |
| 2001 | 667           |

## Geografie
Bondone grenst aan de volgende gemeenten: Bagolino (BS), Tiarno di Sopra, Storo, Magasa (BS), Idro (BS), Valvestino (BS).